# Mîhailivka, Mîkolaiiv
Mîhailivka este localitatea de reședință a comunei Uleanivka din raionul Mîkolaiiv, regiunea Mîkolaiiv, Ucraina.